# Otto I de Schone
Otto I de Schone ook bekend als Otto van Olomouc (overleden op 9 juni 1087) was van 1054 tot 1061 hertog van Brno en van 1061 tot 1087 hertog van Olomouc, twee van de drie hertogdommen in Moravië.

## Levensloop
Hij was de jongste zoon van hertog Břetislav I van Bohemen en Judith van Schweinfurt. In 1054 kreeg hij van zijn vader het hertogdom Brno en bleef hertog tot in 1061. Dat jaar volgde zijn oudere broer Vratislav II zijn oudste broer Spythiněv II op als hertog van Bohemen en volgde Otto Vratislav op als hertog van Olomouc. Deze functie bleef Otto uitoefenen tot aan zijn dood.
Als hertog van Olomouc verzette Otto zich samen met zijn broers Koenraad, hertog van Znojmo en Brno, en Jaromír, bisschop van Praag tegen de centralistische neigingen van Vratislav. Ook stichtte hij het klooster Hradisko. 

## Huwelijk en nakomelingen
Hij was gehuwd met Euphemia van Hongarije, een dochter van koning Béla I van Hongarije. Samen kregen ze minstens vier kinderen:
- Svatopluk (circa 1075 - 1109), hertog van Bohemen
- Otto II (gestorven in 1126), hertog van Olomouc
- Břetislav, stierf jong
- Boleslava, stierf jong